# Vincenzo Rozzolino
Vincenzo Rozzolino (Napoli, 29 marzo 1798 – Caserta, 10 novembre 1855) è stato un vescovo cattolico italiano.

## Biografia
Ordinato sacerdote nel 1821, il 24 luglio 1835 fu nominato vescovo di Bova da papa Gregorio XVI. Fu consacrato dal cardinale Carlo Odescalchi due giorni dopo.
Dal settembre 1835 insegnò egli stesso teologia nel seminario della diocesi per sottrarlo dalla spesa di un professore esterno. Promosse il restauro di tutte le chiese e le parrocchie della diocesi, compresa la cattedrale, facendola arricchire di arredi e vasi sacri; fece restaurare anche il palazzo vescovile e il palazzo che ospitava il seminario. Nel 1839 riformò il capitolo, aumentando il numero di canonici da 10 a 21 (7 dignità e 14 canonici).
Il 28 settembre 1849 venne trasferito alla diocesi di Caserta.
Morì il 10 novembre 1855.

## Genealogia episcopale
La genealogia episcopale è:
- Cardinale Scipione Rebiba
- Cardinale Giulio Antonio Santori
- Cardinale Girolamo Bernerio, O.P.
- Arcivescovo Galeazzo Sanvitale
- Cardinale Ludovico Ludovisi
- Cardinale Luigi Caetani
- Cardinale Ulderico Carpegna
- Cardinale Paluzzo Paluzzi Altieri degli Albertoni
- Papa Benedetto XIII
- Papa Benedetto XIV
- Papa Clemente XIII
- Cardinale Marcantonio Colonna
- Cardinale Giacinto Sigismondo Gerdil, B.
- Cardinale Giulio Maria della Somaglia
- Cardinale Carlo Odescalchi, S.I.
- Vescovo Vincenzo Rozzolino